# Märchenbilder
I Märchenbilder (in tedesco, che potrebbe tradursi in italiano come Quadri fiabeschi, op. 113) sono una composizione per viola e pianoforte di Robert Schumann, scritta tra il primo ed il quattro marzo 1851, durante il soggiorno del compositore a Düsseldorf, dedicata al violinista e direttore d'orchestra tedesco Wilhelm Joseph von Wasielewski. La prima esecuzione risale al 12 novembre 1853, nel corso di una serata musicale organizzata da Clara Wieck presso il locale "Zum goldenen Stern" a Bonn, con Wasielewski alla viola e la stessa Wieck al pianoforte.
I Märchenbilder sono stati scritti nel periodo tra le prime due sonate per violino, benché si collochino su un piano emotivo decisamente diverso da queste ultime. Riprendono piuttosto il tema dell'immaginazione infantile, che anni prima aveva già caratterizzato alcune composizioni pianistiche di Schumann (Album für die Jugend, Kinderszenen, Waldszenen e altre), al quale si aggiunge un senso di evasione dettato dall'esperienza maturata dal compositore e forse anche dall'approssimarsi dei disturbi psichici che ne minarono gli ultimi anni della vita.
La composizione è costituita da quattro pezzi caratteristici, di durata breve. La loro forma è piuttosto libera rispetto alla sonata classica e anche la successione degli andamenti è inusuale (moderato-veloce-veloce-lento), ma il legame tonale fra essi è forte.
1. Nicht schnell (Non veloce), in re minore. È caratterizzato da una melodia in tonalità d'impianto che viene poi riproposta sotto varie forme, in un malinconico dialogo fra la viola ed il pianoforte.
2. Lebhaft (Vivace), in fa maggiore. È simile ad un rondò troncato, nel quale il tema principale della viola, dal ritmo puntato vivo ed esuberante, è in contrasto con due digressioni più calme.
3. Rasch (Veloce), in re minore. Si tratta di un moto perpetuo di terzine della viola, nel quale vi è un tema secondario di una certa importanza annunciato già dal pianoforte alla quinta misura.
4. Langsam, mit melancholischem Ausdruck (Lentamente, con espressione malinconica), in re maggiore. È caratterizzato da una parte molto lirica della viola. Schumann utilizza il modo maggiore, ma il carattere è comunque fortemente malinconico, come anticipato già dal titolo.